# Libia en los Juegos Paralímpicos de Sídney 2000
Libia estuvo representada en los Juegos Paralímpicos de Sídney 2000 por un total de 17 deportistas, 16 hombres y una mujer.

## Medallistas
El equipo paralímpico libio obtuvo las siguientes medallas:
| Nombre           | Deporte                   | Evento            |
| ---------------- | ------------------------- | ----------------- |
| Oro              |                           |                   |
| —                |                           |                   |
| Plata            |                           |                   |
| —                |                           |                   |
| Bronce           |                           |                   |
| Abdelrahim Hamed | Levantamiento de potencia | +100 kg masculino |